# Ouvrage du Coucou
L'ouvrage du Coucou, appelé aussi Mont-du-Coucou, est un ouvrage fortifié de la ligne Maginot, situé sur la commune de Kemplich, dans le département de la Moselle.
C'est un petit ouvrage d'infanterie, comptant deux blocs. Construit à partir de 1930, il a été épargné par les combats de juin 1940

## Position sur la ligne
Faisant partie du sous-secteur de Hombourg-Budange dans le secteur fortifié de Boulay, l'ouvrage du Coucou, portant l'indicatif A 20, est intégré à la « ligne principale de résistance » entre la casemate CORF d'intervalle de Veckring Sud (C 56) et le blockhaus RFM de Langlangt (Bb 39), à portée de tir des canons des gros ouvrages d'une part du Hackenberg (A 19) plus au nord-ouest et d'autre part du Mont-des-Welches (A 21) et du Michelsberg (A 22) plus au sud-est.
L'ouvrage est placé sur la cote 297, appelée le mont du Coucou, surplombant la vallée de l'Anzeling (Anzelingerbach, un affluent de la Nied).

## Description
L'ouvrage est composé en surface d'un seul bloc de combat et d'un bloc d'entrée, avec en souterrain un magasin à munitions (M 2), une usine électrique, une caserne, une cuisine, des latrines, un poste de secours, des PC, des stocks d'eau, de gazole et de nourriture, des installations de ventilation et de filtrage de l'air, le tout relié par une galerie profondément enterrée. L'énergie est fournie par deux groupes électrogènes, composés chacun d'un moteur Diesel SGCM GVU 33 (fournissant 68 chevaux à 750 tr/min) couplé à un alternateur, complétés par un petit groupe auxiliaire (un moteur CLM 1 PJ 65, de 8 ch à 1 000 tr/min) servant à l'éclairage d'urgence de l'usine et au démarrage pneumatique des gros diesels. Le refroidissement des moteurs se fait par circulation d'eau.
Il a un équipage théorique de 116 hommes et 3 officiers.
Le projet de second cycle envisageait la construction d'un observatoire accessible depuis la caserne. En outre, un abri de surface du même nom est relié par galerie à l'ouvrage.
Le bloc 1 est une casemate d'infanterie double, flanquant vers le nord et vers le sud. Elle est armée avec deux créneaux mixtes pour JM/AC 37 (jumelage de mitrailleuses et canon antichar de 37 mm), deux autres créneaux pour JM, une tourelle de mitrailleuses et deux cloches GFM (guetteur fusil-mitrailleur).
Le bloc 2 sert d'entrée, il est armé avec un créneau JM/AC 37 et une cloche GFM.

## L'ouvrage aujourd'hui
Revendu par l'armée française et propriété privée, l'ouvrage existe encore aujourd'hui dans son intégralité.